# Hidroksikarboksilne kiseline
Hidroksikarboksilne kiseline spadaju u skupinu karboksilnih kiselina koje osim funkcionalne karboksilne grupe -COOH  na nekim ugljikovim atomima alifatskog ostatka imaju i hidroksilnu grupu  -OH. Mogu se naći u prirodi ili ih se može proizvesti sintetički. Neke od njih nalaze primjenu u kozmetičkoj industriji.
Brojne hidroksikarboksilne kiseline rabe se u organskoj sintezi kao gradivni blokovi. Najednostavnije su i najčešće AHA[što?] kiseline: glikolna kiselina, mliječna kiselina, limunska kiselina, bademova kiselina (fenil-glikolna kiselina), vinska kiselina, jabučna kiselina.
Hidroksikarboksilne kiseline često imaju sve osobine koje imaju karboksilne kiseline (disocijacija, formiranje soli, esterifikacija itd.), ali osim toga imaju i osobine koje imaju alkoholi (oksidacija, etara).

## Primjena u kozmetičke svrhe
Hidroksikarboksilne kiseline nalaze primjenu kao sastojci kozmetičkih proizvoda kao što su sredstva protiv akna, protiv starenja, za poboljšanje izgleda kože ili peeling lica. U kozmetičkoj industriji često se nazivaju voćnim kiselinama.